# Réseau du gouffre Berger
Pour les articles homonymes, voir Berger (homonymie).
Le réseau du gouffre Berger, alias réseau Berger - Fromagère, situé sur le territoire de la commune française d'Engins en Isère (région Auvergne-Rhône-Alpes), est un ensemble de cavités karstiques du massif du Vercors renommé dans le milieu spéléologique.
La première entrée est découverte le 24 mai 1953 par Joseph Berger et ses compagnons. La renommée de cette cavité, qui n'est pas encore un réseau, vient du fait qu'elle est la première au monde où des spéléologues ont  atteint la profondeur mythique de 1 000 mètres. De 1954 à 1963, elle est même le gouffre connu le plus profond du monde, ravissant ce record au gouffre de la Pierre-Saint-Martin qui le lui reprend en 1964. En 2018, ce réseau possède onze entrées et se développe sur environ trente-sept kilomètres. Mi-août 2024, c’est la 39e plus profonde cavité naturelle au monde et la 99e plus longue.

## Géographie et climat
Les entrées se trouvent sur le plateau de Sornin, territoire de la commune d'Engins, à l'extrémité nord du massif du Vercors. Les cuvettes de la Sure et du Sornin où se développent le gouffre Berger et ses amonts sont caractérisées par un karst en marche d'escalier. Le plateau du Sornin et de la Molière sont entièrement classés en Espace naturel sensible, et en site Natura 2000 depuis décembre 2014. De surcroit la zone située sur la commune d'Engins est déclarée réserve biologique intégrale depuis mars 2010.
Un hiver rude avec de fortes précipitations est typique du climat du nord Vercors. L'été avec ses longues journées ensoleillées est idéal pour les visites mais il faut se méfier des orages violents à l'origine de plusieurs décès de spéléologues,.

## Formation
Durant le quaternaire, une calotte glaciaire occupe la cuvette de la Sure et de Sornin. Elle explique probablement le nombre important de gouffres dans ce secteur.
Le réseau s'est formé par dissolution de la roche calcaire (faciès urgonien) par l'eau des précipitations. Le gouffre Berger et les autres scialets du massif du Vercors sont formés de puits et méandres aboutissant à un collecteur que l'on trouve à −234 m par rapport à l'entrée. Des fractures  dirigent l'orientation des galeries du réseau, d'abord sud-est jusqu'à −1 000 m puis est - nord-est pour les galeries terminales,
À cette profondeur les marnes hauteriviennes conduisent les eaux jusqu'au siphon terminal à −1 122 m et ensuite jusqu'aux Cuves de Sassenage. La distance entre  le siphon terminal du gouffre Berger et les Cuves de Sassenage où l'eau réapparait est de 750 m pour 25 m de dénivelé,,.
Au niveau des siphons terminaux du gouffre Berger les eaux passent des calcaires à faciès urgonien au calcaire du Sénonien qui compose les Cuves de Sassenage.
Le contraste de gabarit entre les galeries du gouffre Berger et celles du gouffre de la Fromagère semble s'expliquer par une alimentation différente en eaux glaciaires.

## Exploration
La première entrée, plus tard nommée « gouffre Berger », est découverte le 24 mai 1953 par le spéléologue Joseph Berger et son expédition,.
En octobre 1953, les explorateurs créent le club des Spéléologues grenoblois du club alpin français (SGCAF).
Dès le 26 octobre de la même année, il est établi, grâce à la coloration des eaux du gouffre, que celui-ci est en correspondance avec les cuves de Sassenage, situées plusieurs kilomètres à l'est et à plus de mille mètres en contrebas.
Durant l'été 1954, puis à l'automne, les explorations atteignent la cote −903 m.
En 1955, une expédition de 218 heures descend à la cote de −985 mètres. Elle s'arrête au puits de l'Ouragan avec vue sur la fameuse cote des −1 000 m,.
Une organisation de type himalayen, après un temps passé sous terre de 380 heures pour l'équipe de pointe, permet en 1956 d'atteindre le premier siphon à −1 122 m. En 1963 un plongeur anglais, Ken Pearce, franchit ce siphon. Le même, quatre ans plus tard, passe le deuxième siphon et s'arrête à −1 133 m sur un ressaut de 4 m. Deux plongeurs, en 1968, Jérôme Dubois et Bertrand Léger, descendent ce ressaut ainsi qu'une petite cascade et s'arrêtent à −1 141 m,. En 1978, une équipe composée de Patrick Penez, Frédéric Poggia et Frédéric Vergier plonge dans les siphons no 3 et no 4 et s'arrêtent à −1 148 m.
En 1981, le réseau du gouffre Berger comporte trois entrées : le « gouffre Berger », le « puits Marry » et le « gouffre des Elfes ». Le « scialet des Rhododendrons » en fait partie le 15 février de la même année. Cette entrée s’avérant plus haute que celle du gouffre Berger, la profondeur du réseau passe à 1 198 m pour une longueur totale de 20,4 km.
Une plongée est effectuée dans le siphon no 5 en 1982 par Patrick Penez, l'arrêt se fait à −1 248 m.
En 1988, le « scialet du Cairn » devient une nouvelle entrée. Le 13 octobre 1990, le « scialet de la Fromagère », après une plongée dans le siphon en amont de la rivière -1 000, permet une jonction avec le gouffre Berger. La cote du siphon terminal passe à −1 271 m.
En août 1997, le « scialet du Cheval-Vapeur » devient la septième entrée du réseau. À l'automne la « Rivière Écumante » du gouffre Berger est reprise par l'expédition Mélusine,
Une grotte dans la falaise de la Sure, au-dessus de Noyarey, l'« Œil-du-lapin », rejoint le réseau en 1998.
Du 11 juillet 2003 au 20 juillet 2003, une expédition permet à Frédéric Poggia de replonger dans le siphon terminal. Le plongeur s'arrête à −52 m sur un laminoir de galets impénétrables.
En 2007, le « scialet Nicola », situé à proximité du gouffre Berger communique avec celui-ci et devient la neuvième entrée.
Le 21 février 2010, une dixième entrée, le gouffre « La Laitière-Mutante », est découverte par le club Les Furets jaunes de Seyssins (FJS), sur le plateau de Sornin, territoire de la commune d’Engins. Leur exploration établit qu'il existe une communication par le réseau des jeunes Tronchois de 1968,,,.
En juin 2011, les siphons terminaux sont à nouveau plongés par Damien Vignole, Emmanuel Tessanne et David Bianzani.
En 2014, les tentatives de jonction par les siphons se poursuivent, et une onzième entrée, qui communique avec la Fromagère, voit le jour en septembre  2016 ; il s'agit du « gouffre Delta 35 »,.
Le développement du réseau est estimé à trente-sept kilomètres avec le gouffre Delta 35,. En 2020 le siphon du « Fin Fond » (370 m, -16) à l'origine de la « Rivière Écumante », troisième rivière du gouffre Berger, est replongé par Emmanuel Tessanne et Damien Vignole avec un arrêt sur une escalade après un deuxième siphon (40 m, -4).
Fin 2021, une équipe, comprenant notamment le grimpeur Cédric Lachat, essaye de relier le gouffre de la Fromagère avec le gouffre Berger en évitant le siphon. Cette tentative est l'occasion de réaliser un film : « On a marché sous la terre ». Cette liaison est finalement réalisée le 28 décembre 2024,.
De 2019 à 2022, un nouveau réseau nommé « l'Étoile Sardine », situé au niveau de la grande cascade de 27 mètres, est en cours d'exploration,,. Avec ces dernières découvertes le réseau dépasse les 45 kilomètres de développement. En 2023, à nouveau l'amont du siphon du « Fin Fond » est revu, un troisième siphon est découvert ainsi qu'un réseau fossile,.

## Coupes du réseau

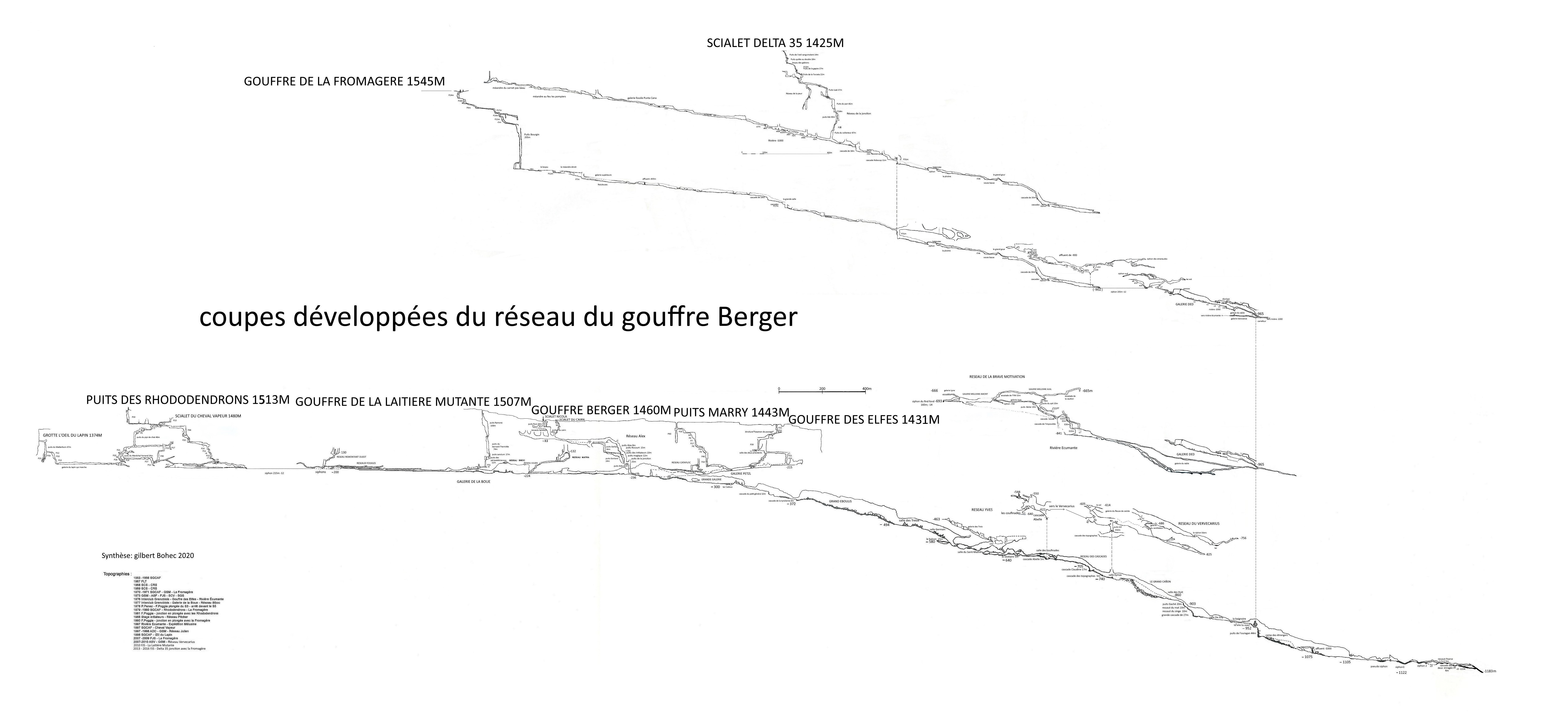
Coupes des différentes entrées formant le réseau du gouffre Berger en 2022.

## Réglementation, secours et protection du milieu
Le gouffre Berger et ses réseaux annexes font l'objet d'une réglementation afin de faciliter les visites.
Depuis sa découverte, le réseau du gouffre Berger a été le théâtre de nombreuses opérations de sauvetage. Celles-ci sont coordonnées par le Spéléo secours Isère après activation du plan secours spéléo, disposition spécifique du dispositif ORSEC, par le préfet de l'Isère.
Depuis 2013, des actions de dépollution sont effectuées par les spéléologues après l'état des lieux fait par Mountain Wilderness. Fin 2018, le gouffre Berger est redevenu propre.

## Toponymie

### Toponymie des entrées du réseau
- Le « gouffre Berger » — et non pas Gouffre du berger — tient son nom de son inventeur[8],[N 7].
- Le « gouffre de la Fromagère » est ainsi appelée car autrefois, et depuis fort longtemps, cette glacière naturelle est utilisée par les pâtres pour y entreposer les fromages[53].
- Le « gouffre de la Laitière-Mutante » est ainsi nommé en rappel du nom donné antérieurement  au « gouffre de la Fromagère », dont la difficulté est ainsi comparée, et en  clin d'œil au spéléologue — Cédric Lachat — qui découvre l'entrée et répète sans cesse « mutant »[31],[N 8].

### Toponymie des salles, puits et galeries du réseau
- Les « Coufinades » est le nom donné à une petite salle à −640 m en référence aux fistuleuses de la grotte de Coufin plus connue sous le nom de grotte de Choranche[54]. Coufin et Coufinades, s'écrivent avec un seul « F » de « Cou - fin » entrée étroite.
- La « galerie Mélusine » est un affluent situé à −777 m dans le gouffre Berger qui doit son nom à la légende de la fée demeurant dans les cuves de Sassenage[29].
- L'« Ouragan » est le dernier puits du complexe où la cascade se pulvérise après une quarantaine de mètres dans un fracas impressionnant[55].
- La « cascade du Petit-Général » est un des lieux de coloration du complexe du gouffre Berger effectuée par un dissident du SGCAF — Charles Petit-Didier — surnommé ainsi en raison de son « aptitude » au commandement[56].
- La « salle des Treize » est une salle découverte par treize spéléologues à −500 mètres, idéale pour l'installation d'un camp souterrain et jugée d'une beauté féerique[54].
- Le « réseau des Tronchois » est ainsi dénommé en raison des premières explorations menées par le Spéléo groupe La Tronche[57].
- La « Vire tu oses » est une vire  étroite et inclinée vers le vide située à −950 m permettant d'éviter la rivière[55].

## Galerie

Aspects du réseau et différentes entrées
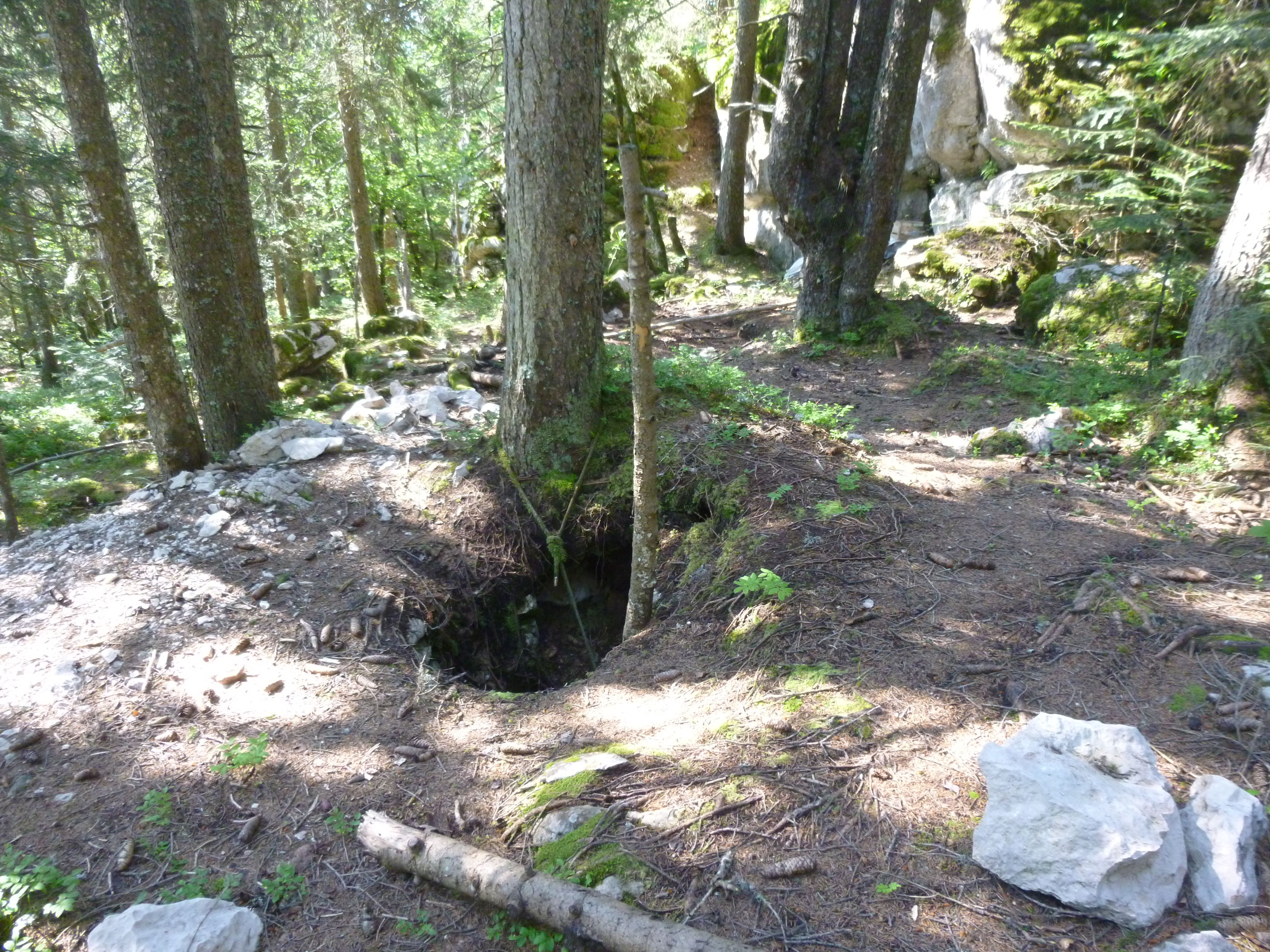
Le gouffre Delta 35 est la dernière entrée reliée au réseau du gouffre Berger.
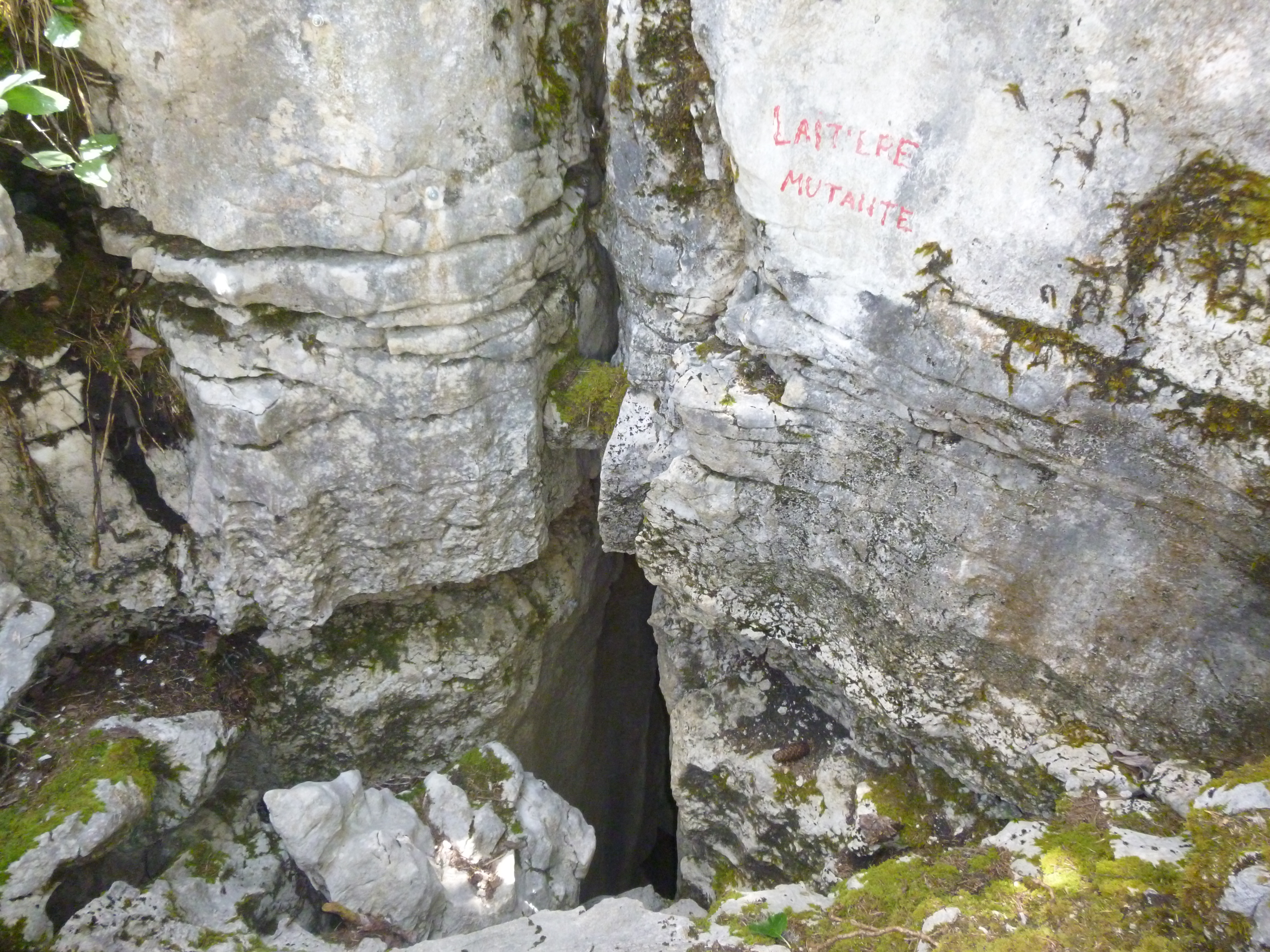
Gouffre de la Laitière Mutante.
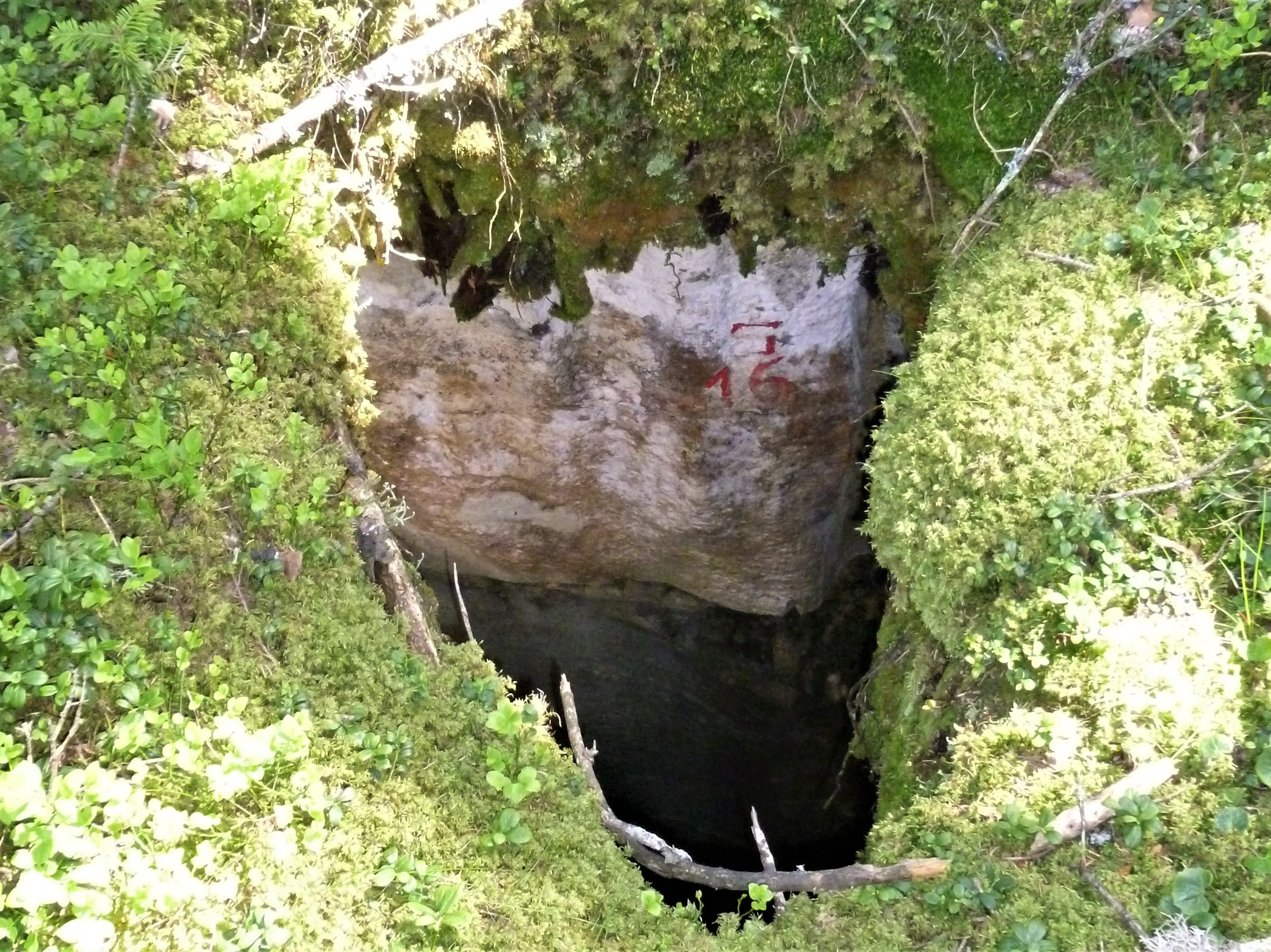
Scialet du Cheval Vapeur, amont de la rivière sans étoiles.
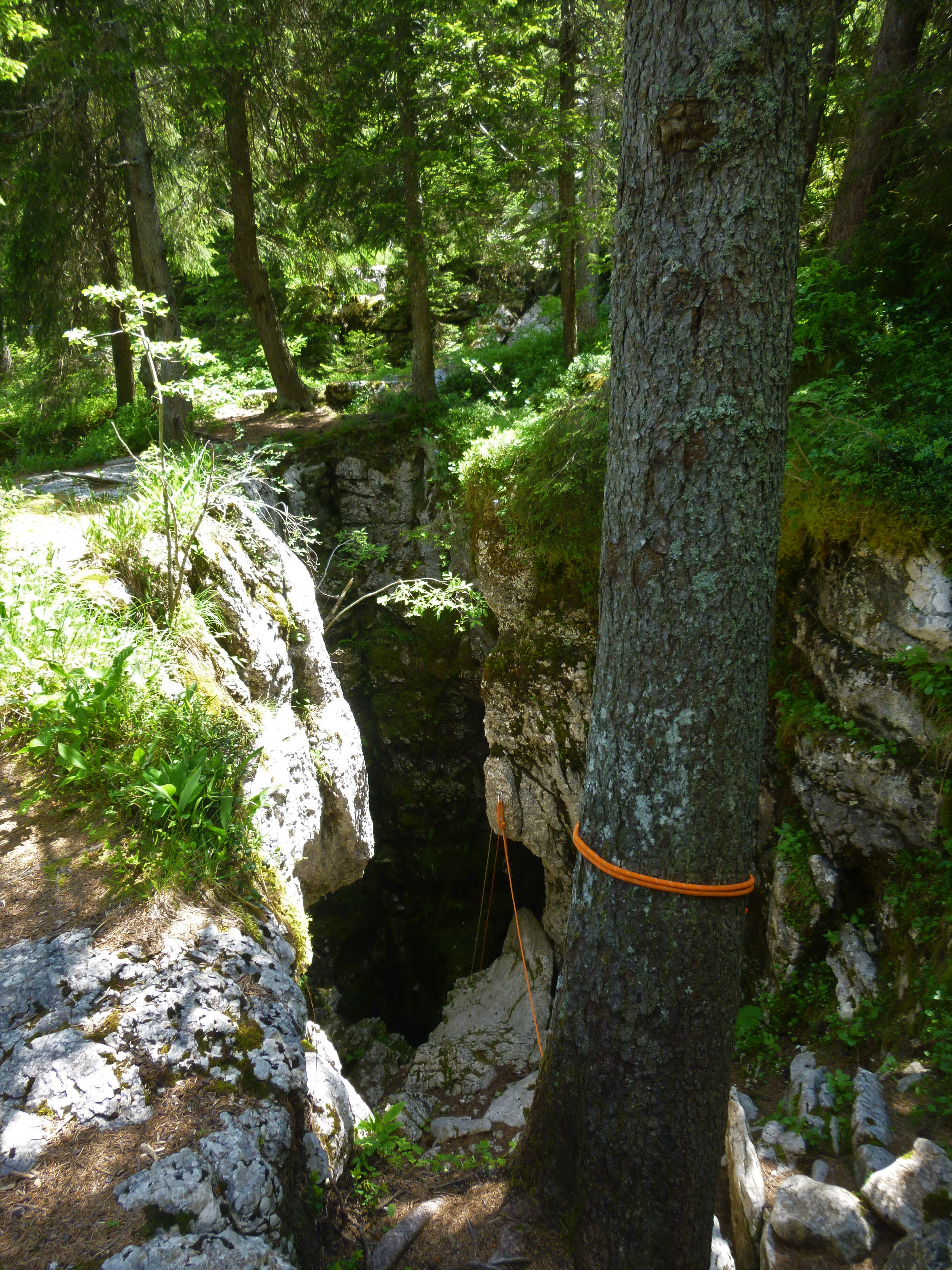
Le gouffre Berger est une « classique » dans le milieu spéléo.
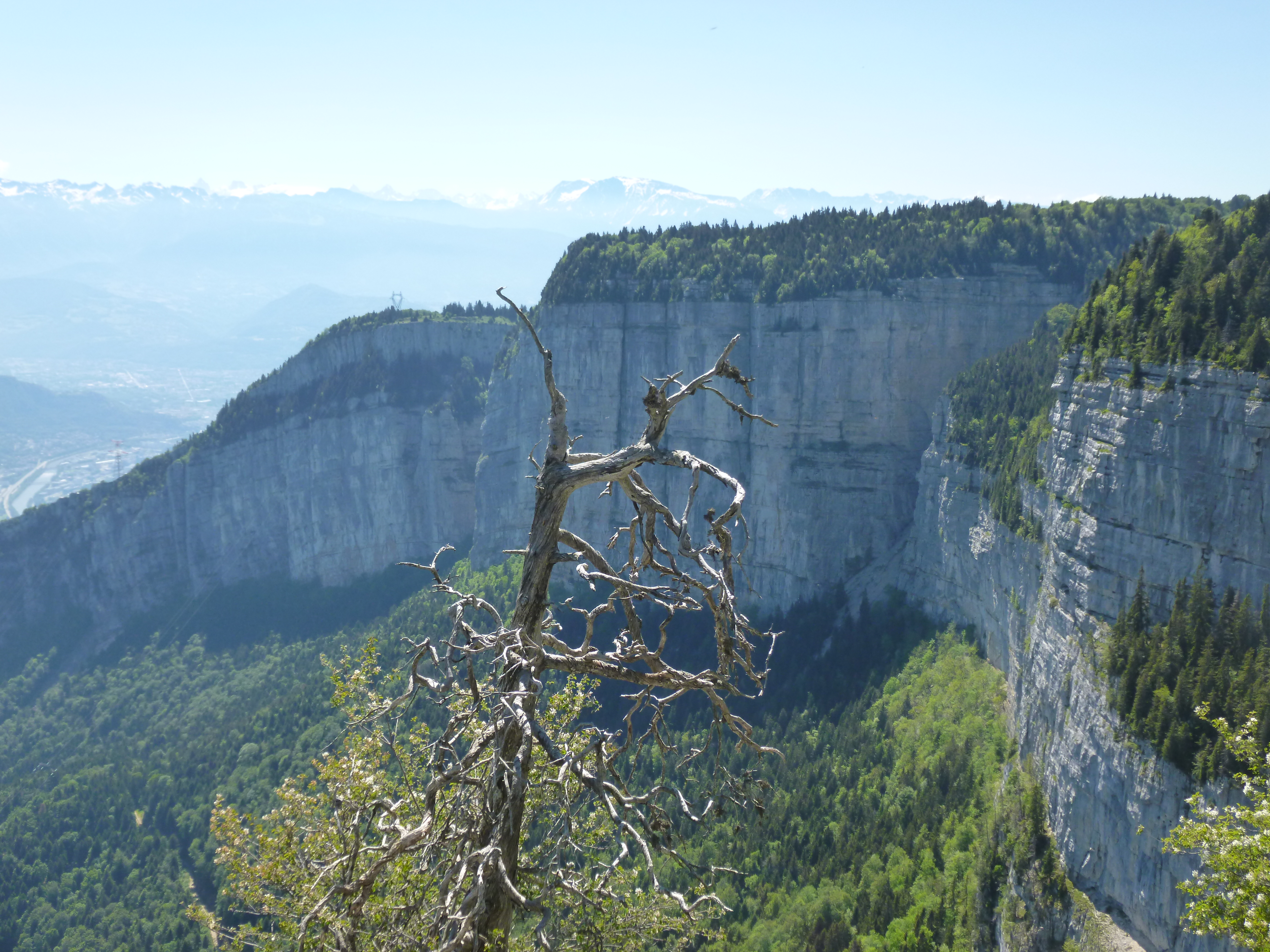
L'entrée "l'Oeil du Lapin" est située dans les falaises à droite de la photographie.
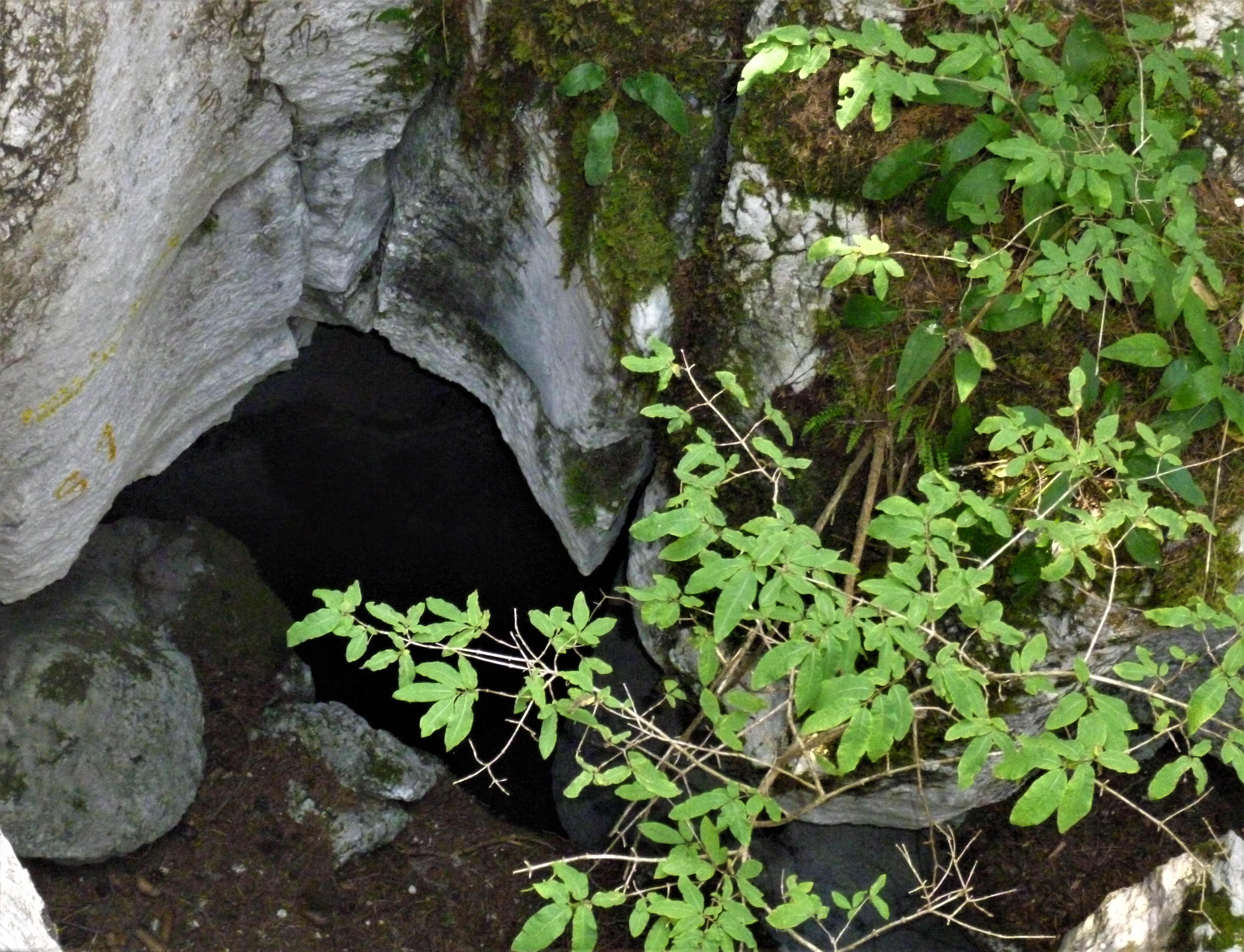
Puits des Rhododendrons, seconde entrée la plus haute du réseau.
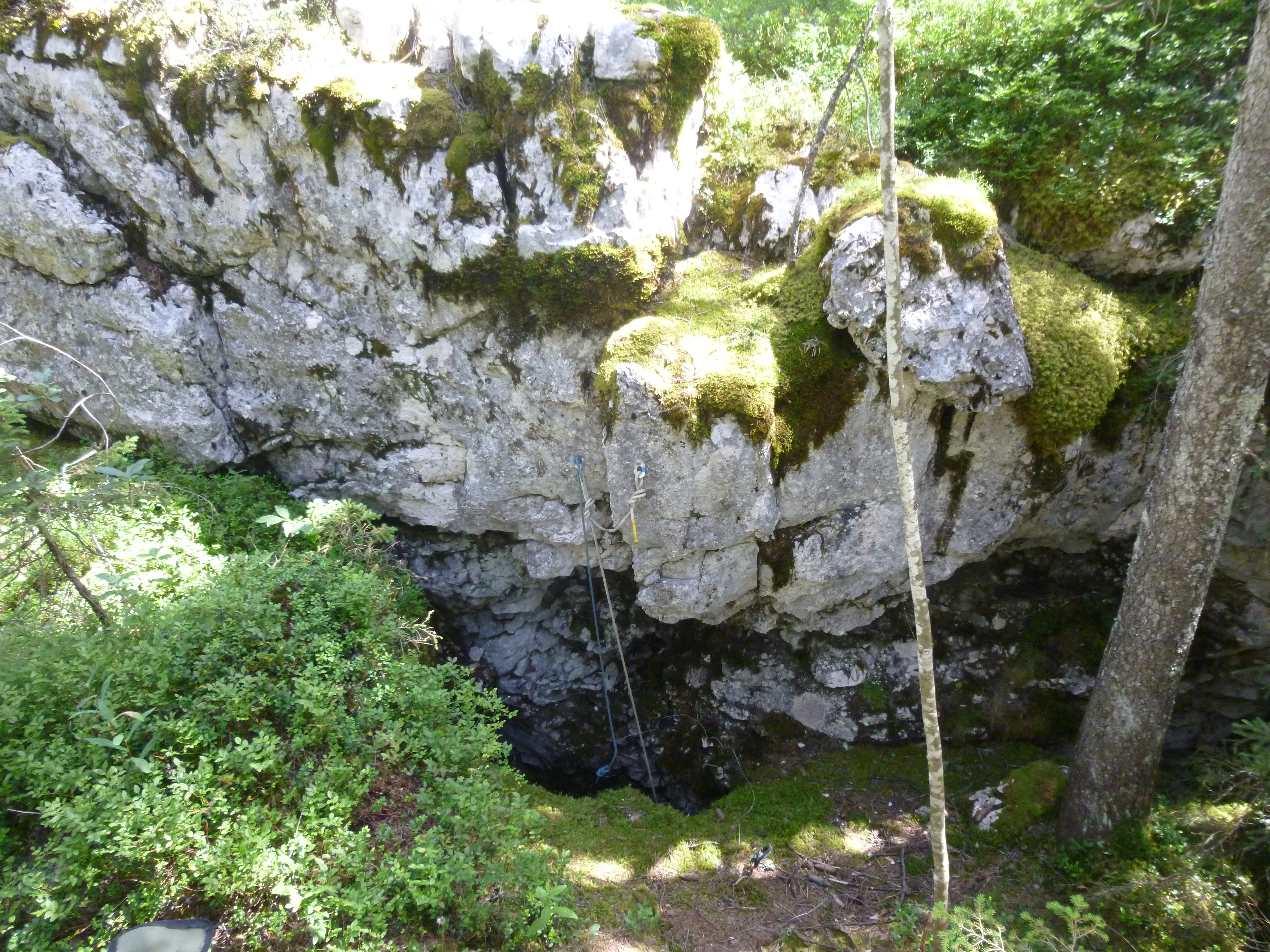
Gouffre des Elfes relié à la galerie Petzl.
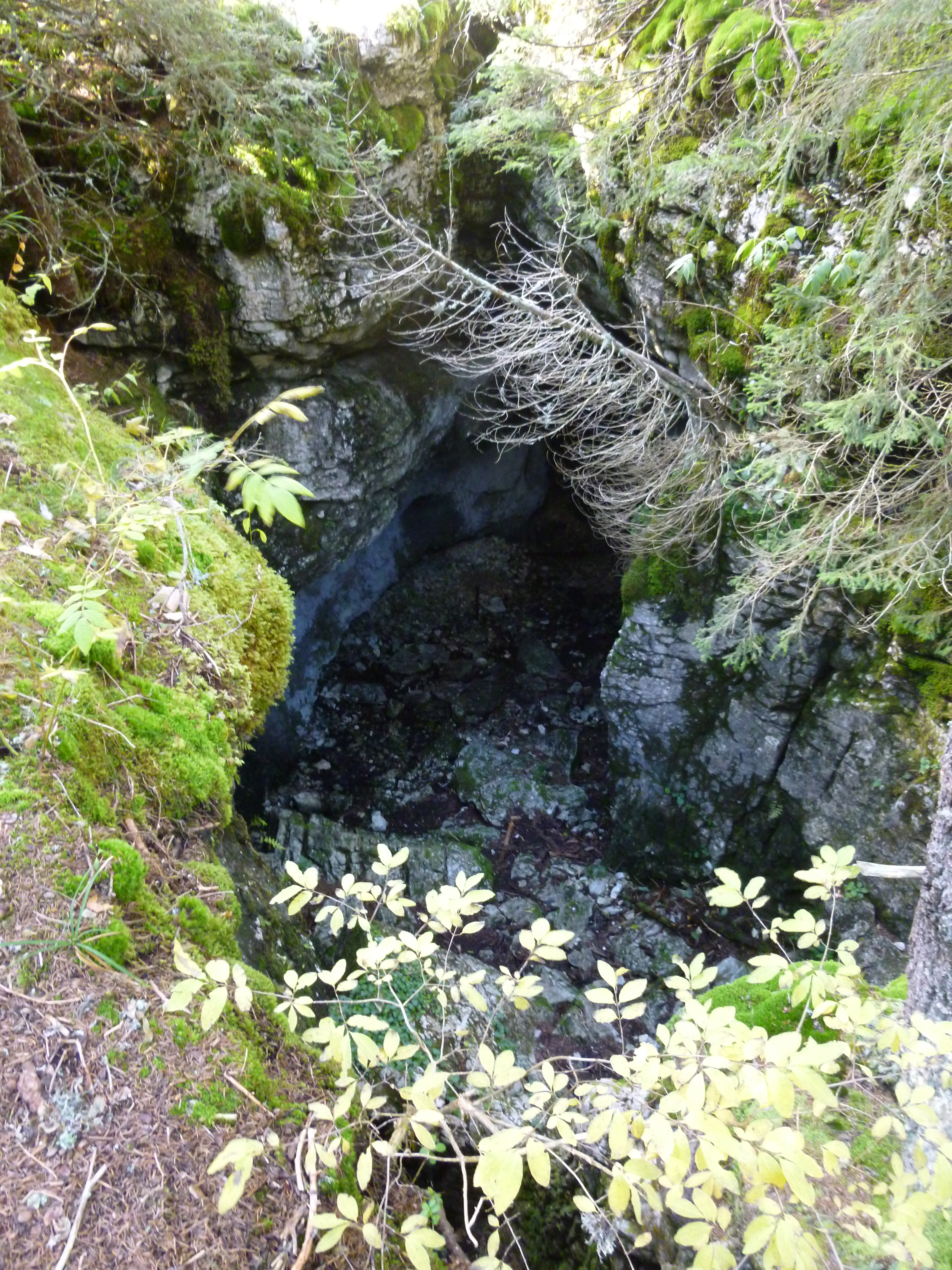
Gouffre de la Fromagère, l'entrée la plus haute.
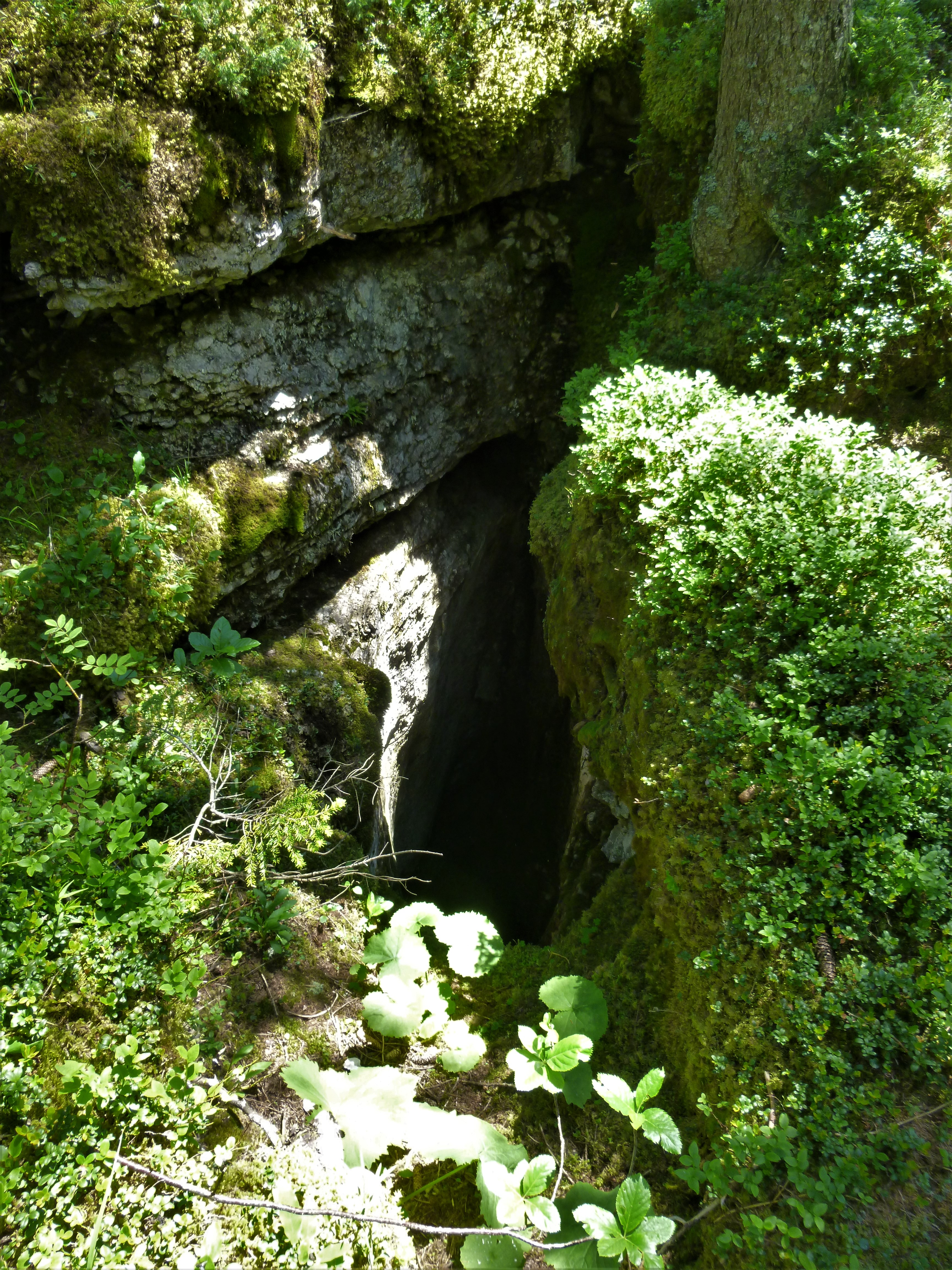
Le puits Marry est la première cavité à rejoindre le gouffre Berger.
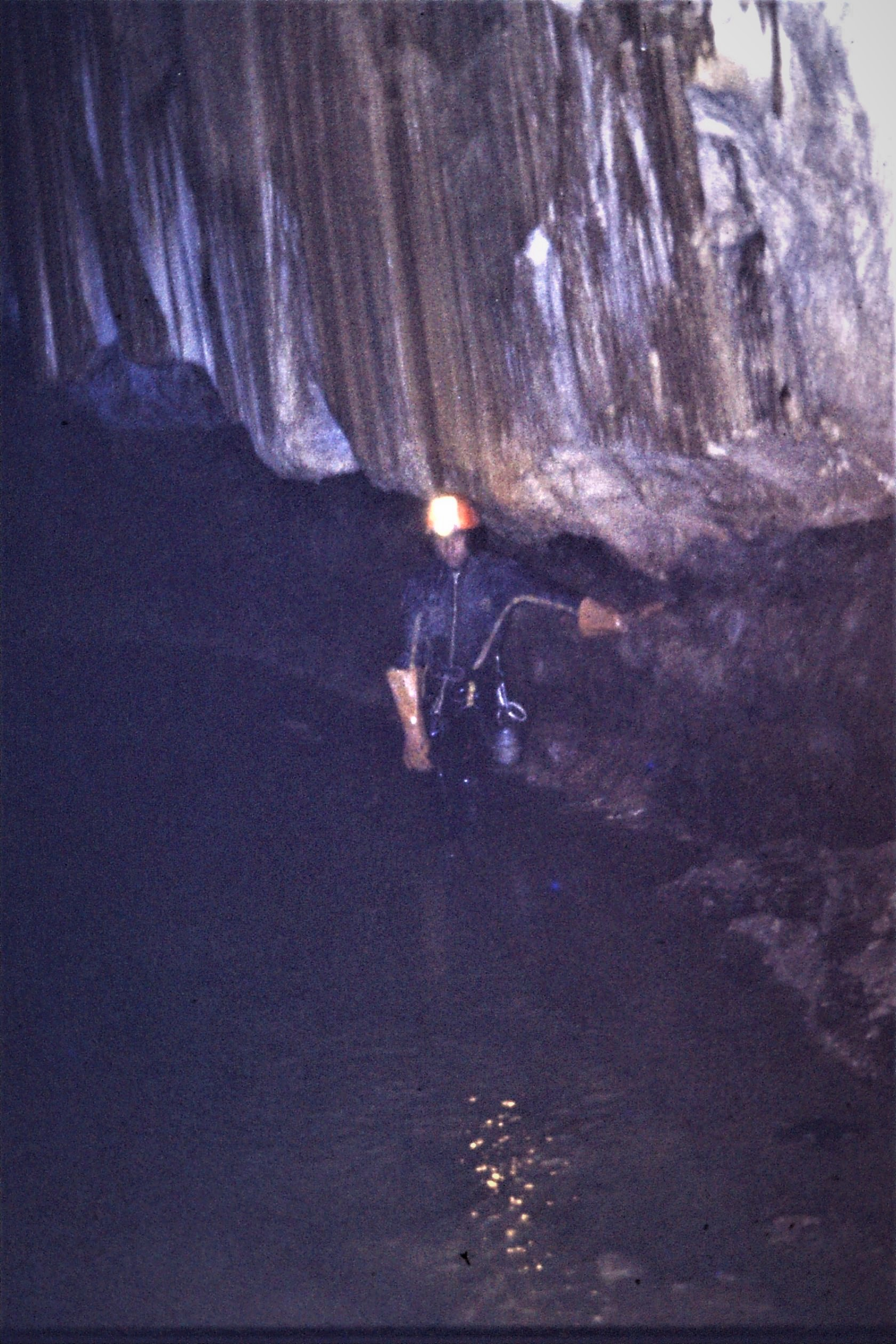
Progression dans la galerie de la boue.
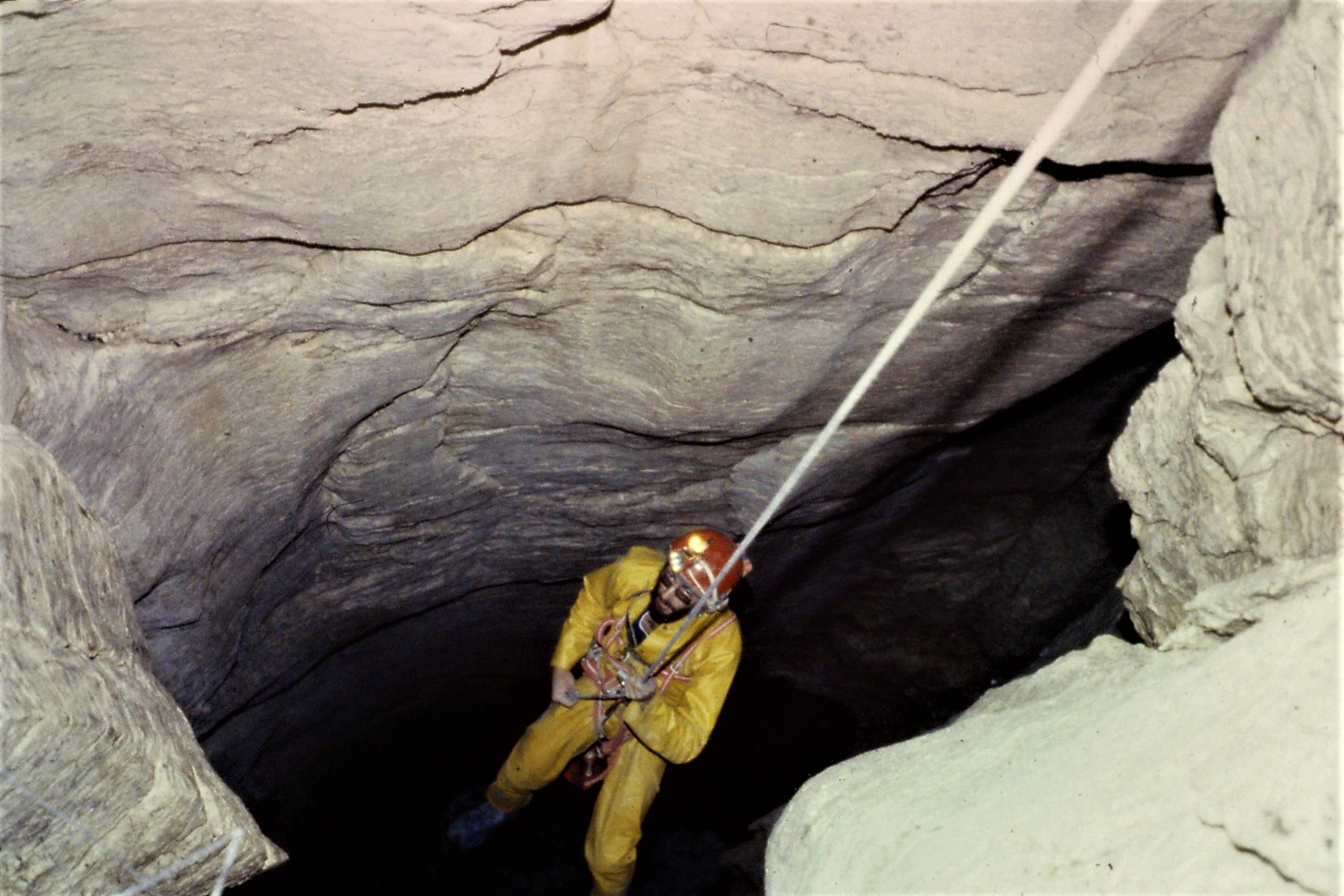
Puits Ruiz, premier puits du gouffre Berger.
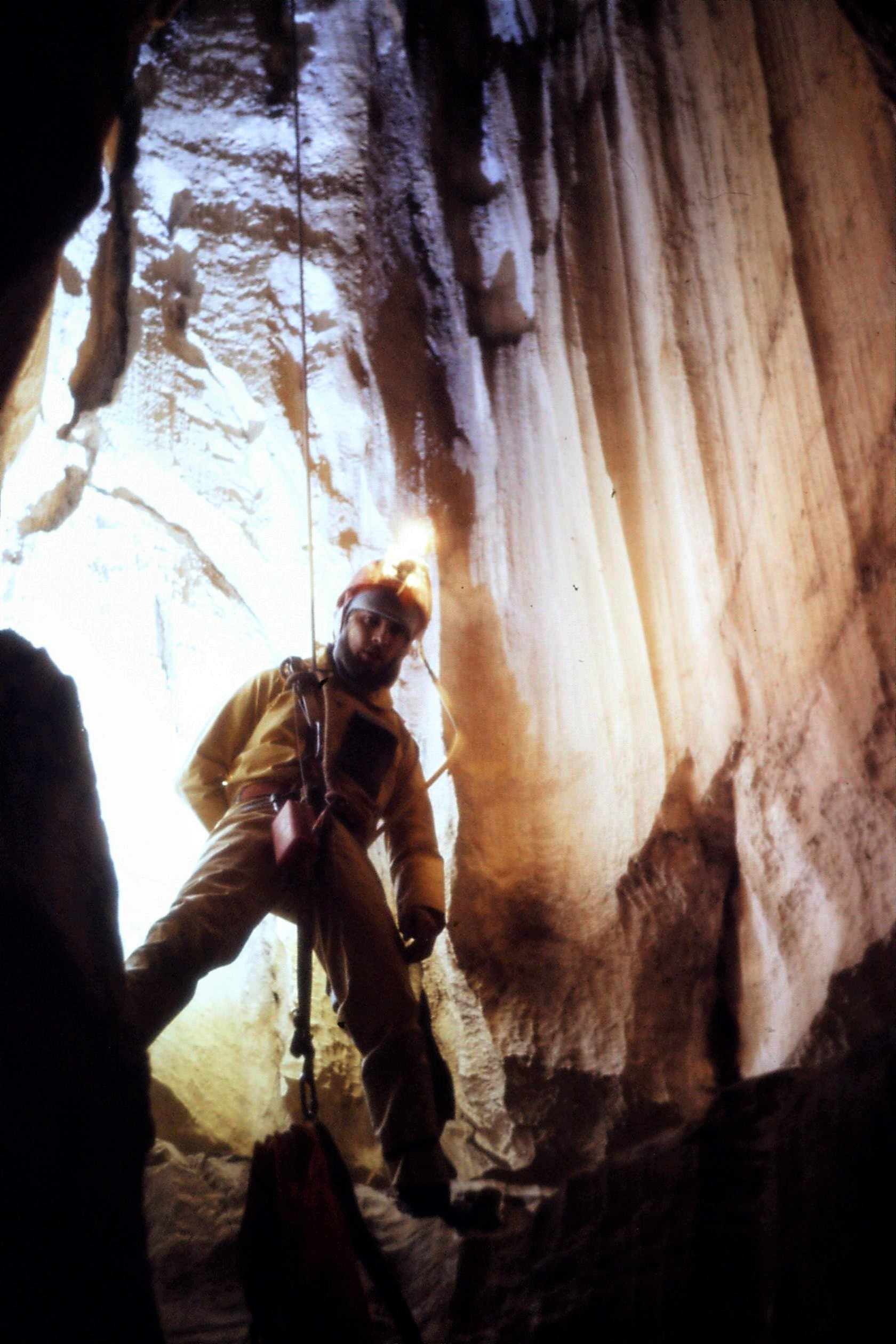
Puits avec cannelures verticales.
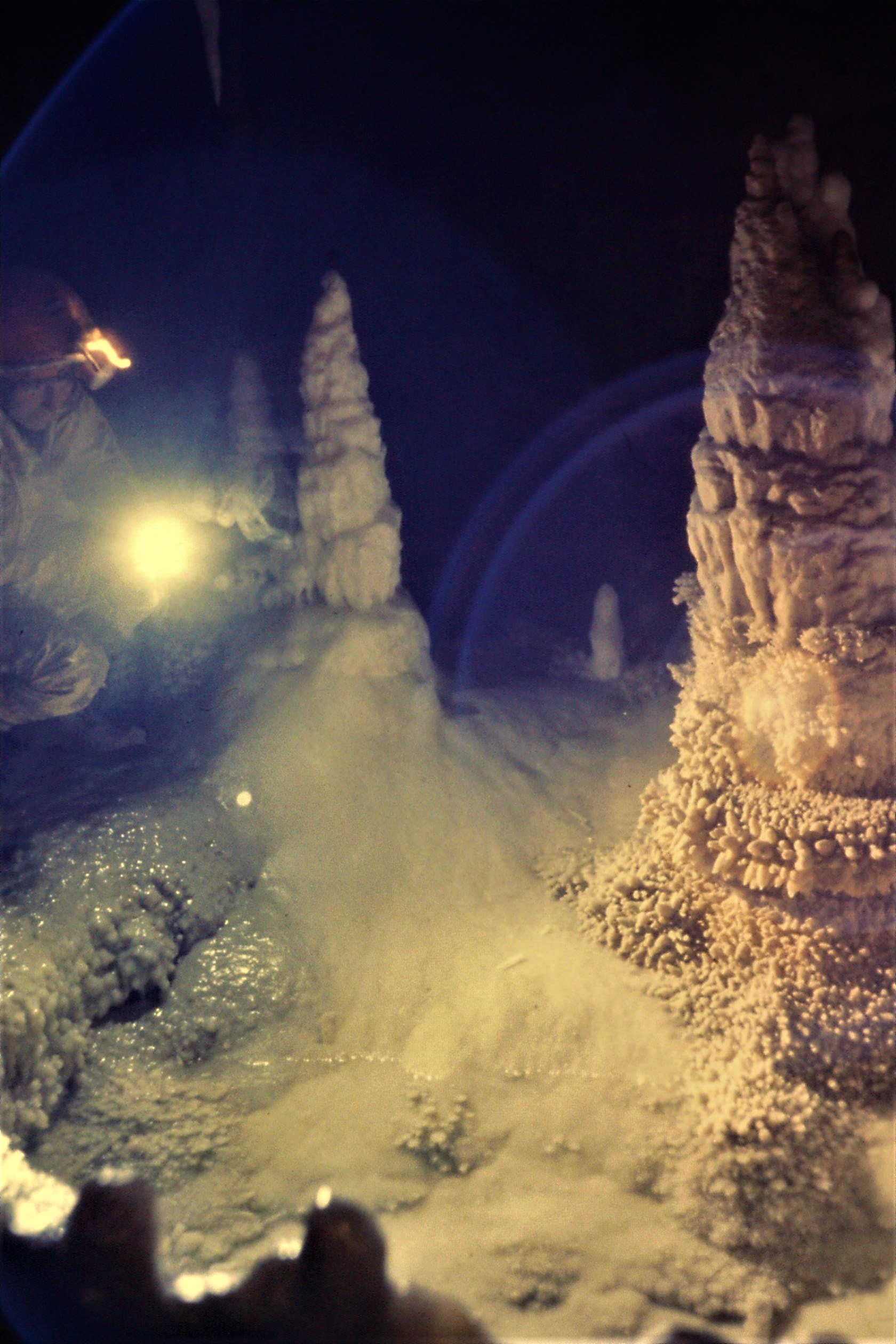
Examen d'un gour dans le réseau Biboc.
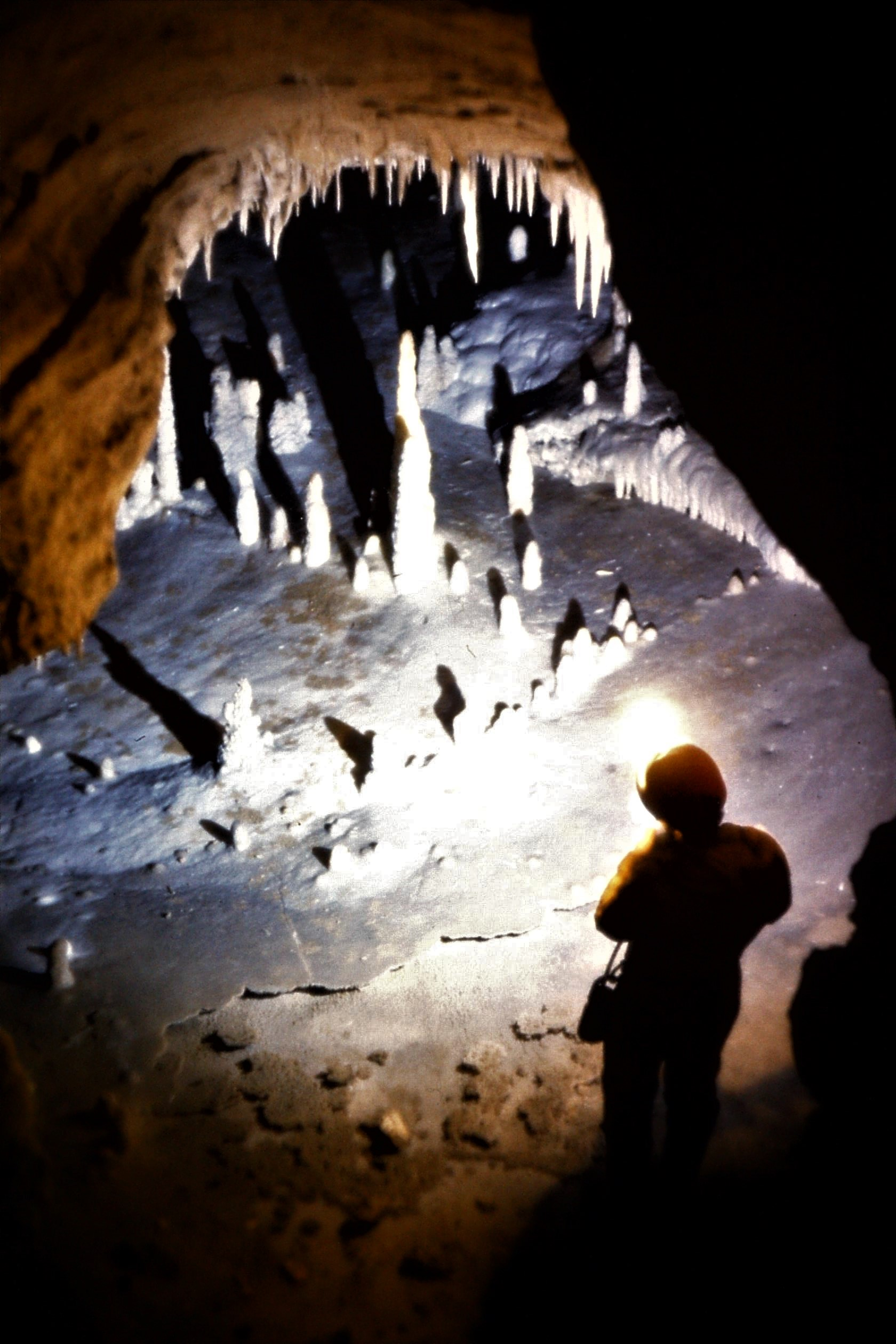
Galerie souterraine.
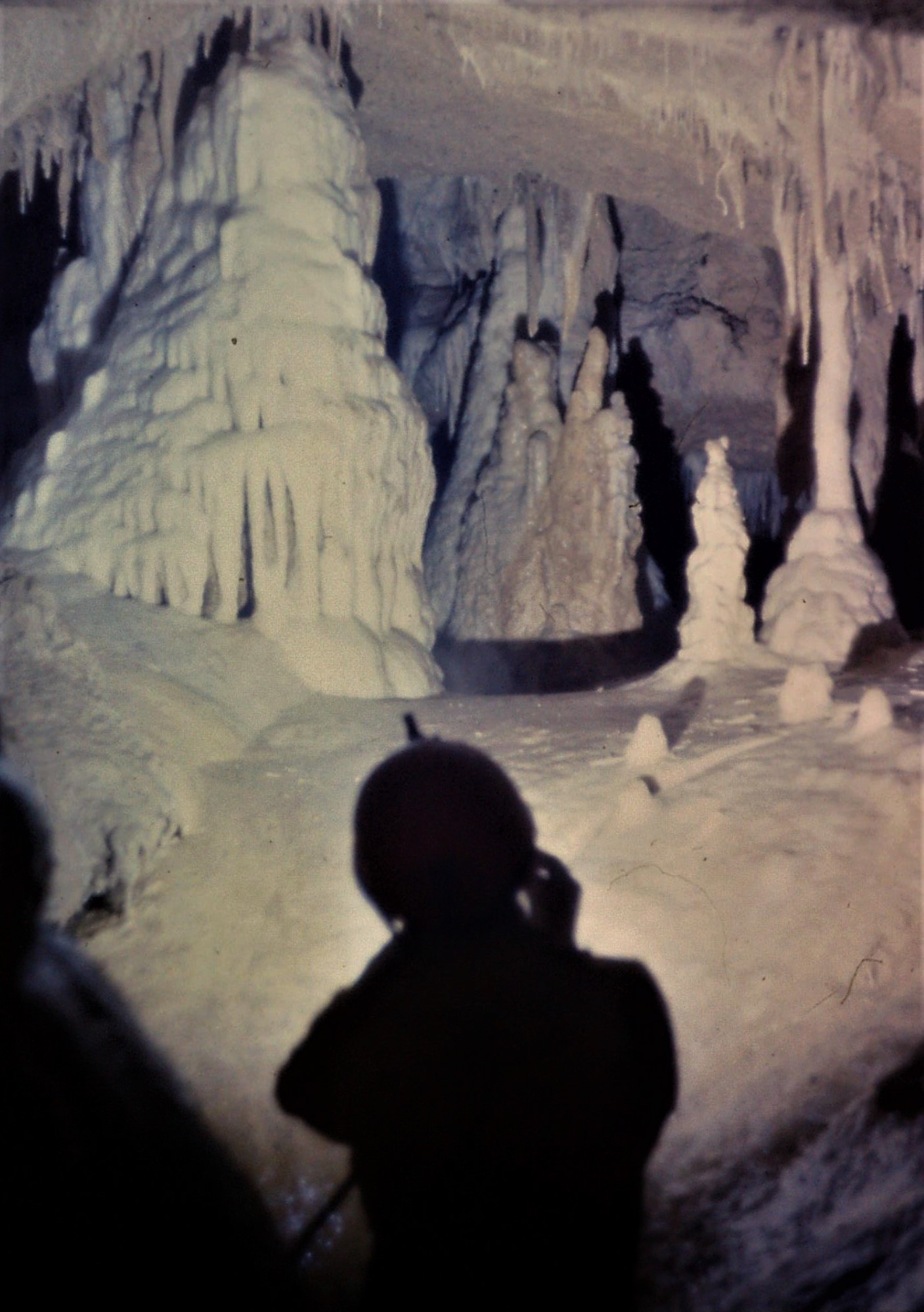
Pilier stalagmitique.
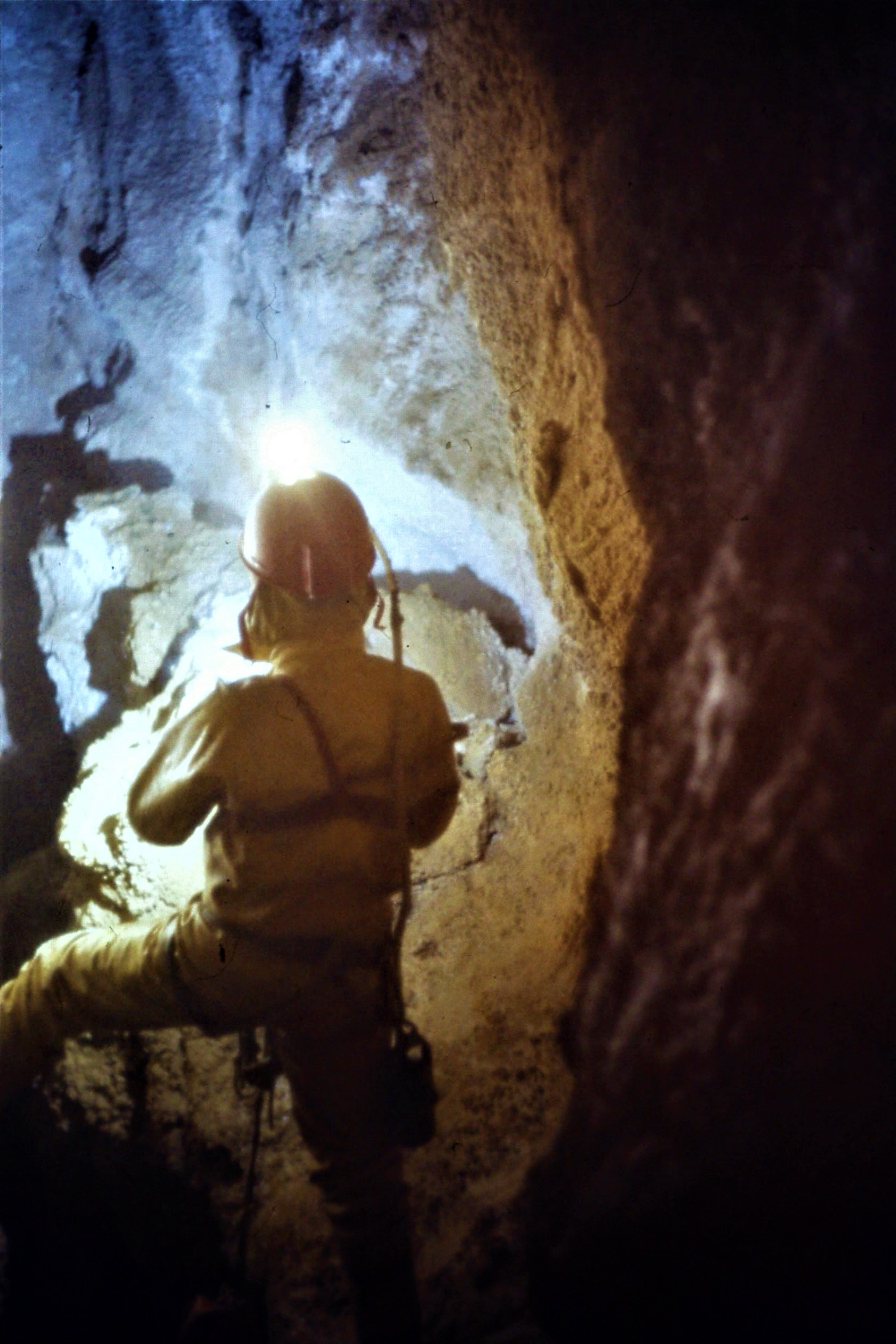
Méandre concrétionné.
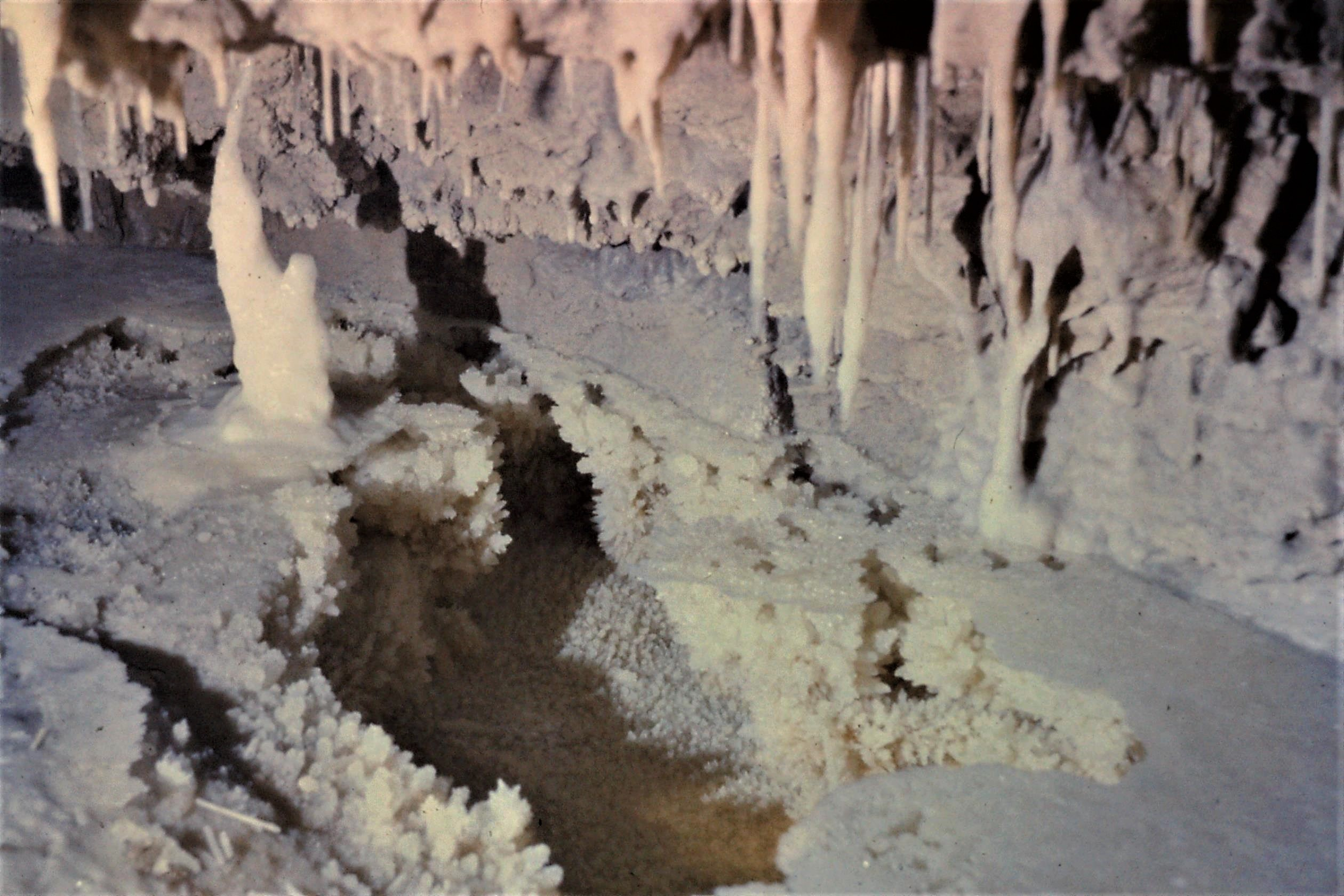
Vue détaillée d'un gour.
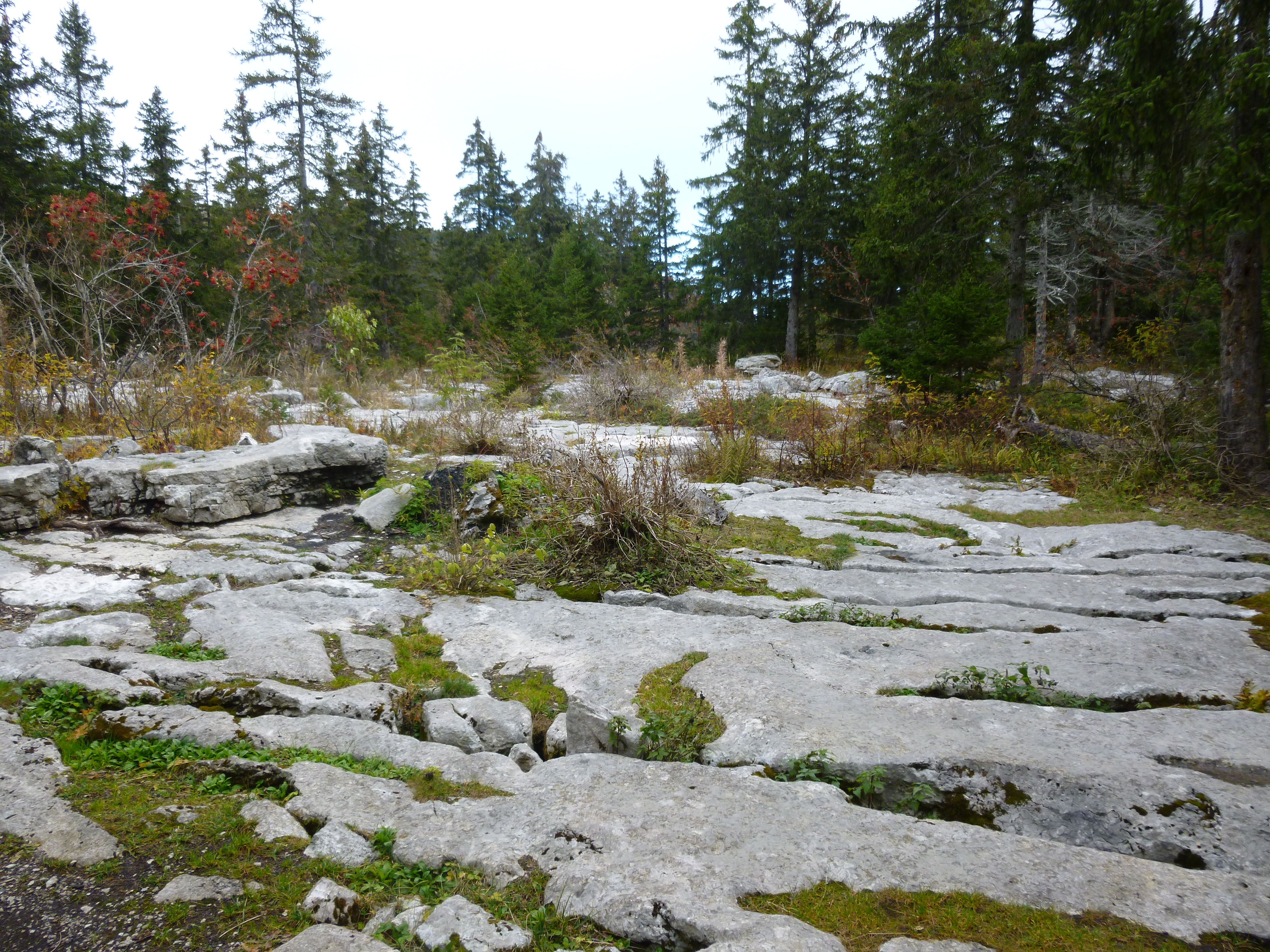
Lapiaz à proximité du gouffre Berger.
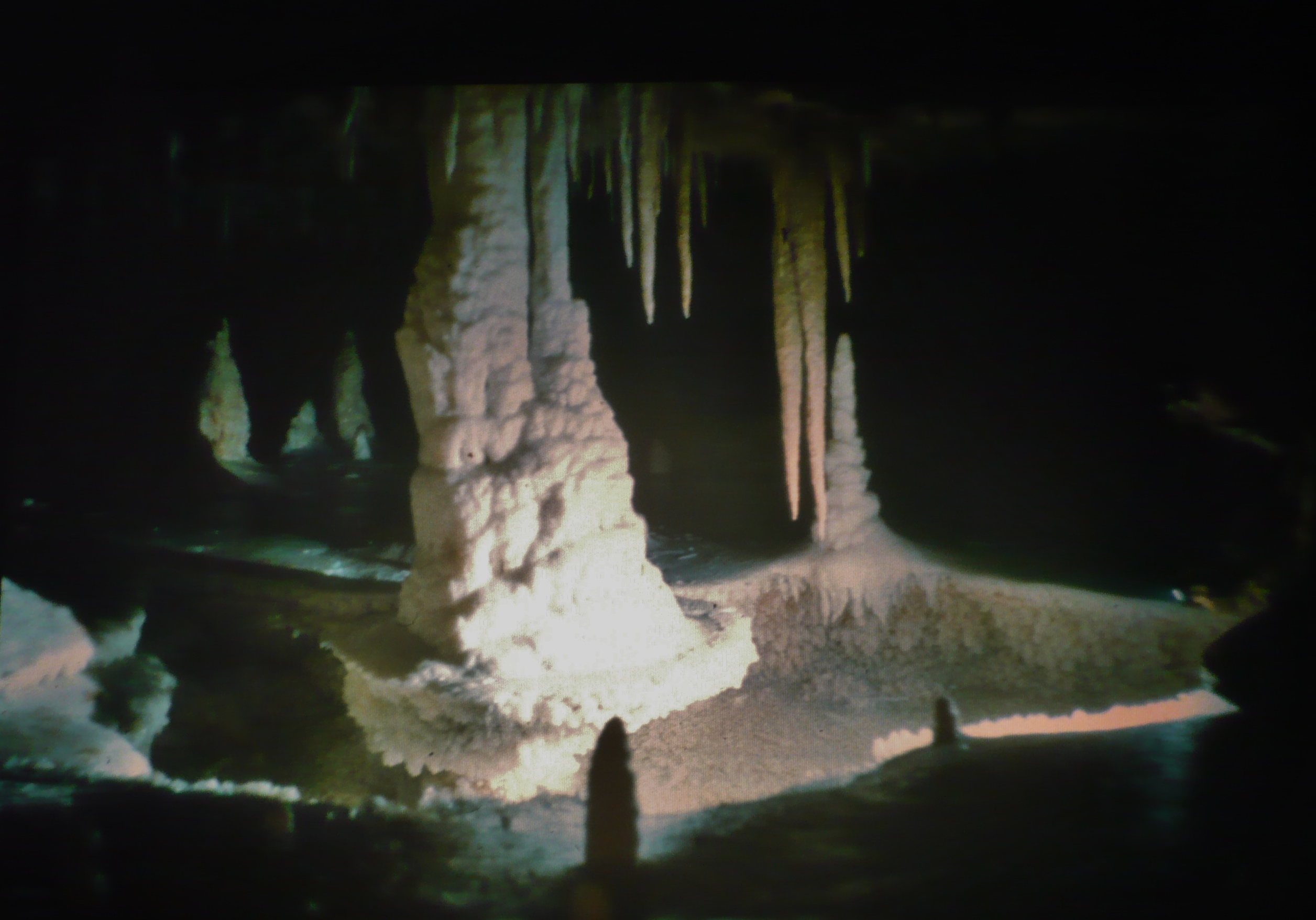
Gour.
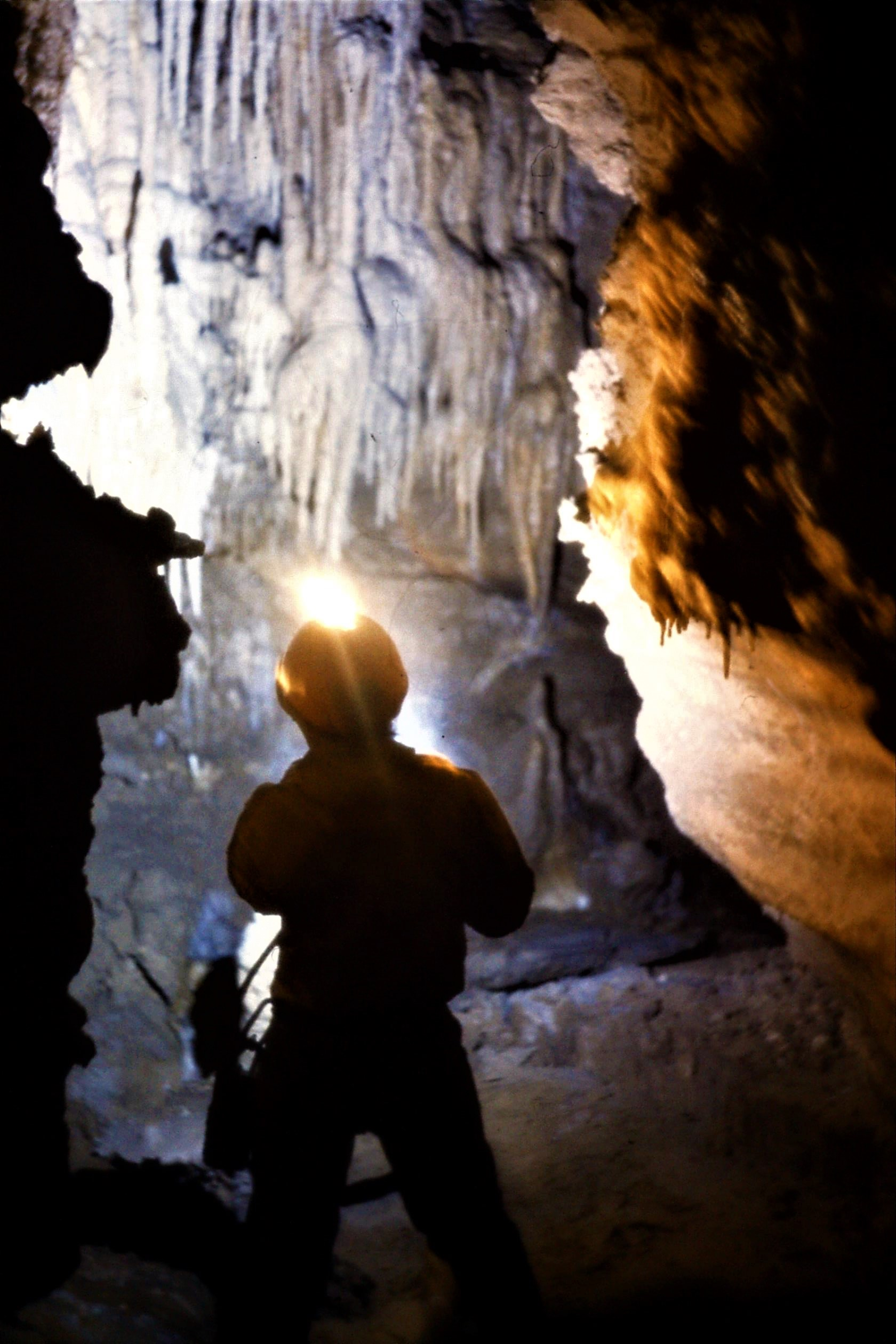
Méandre dans le gouffre des Elfes.
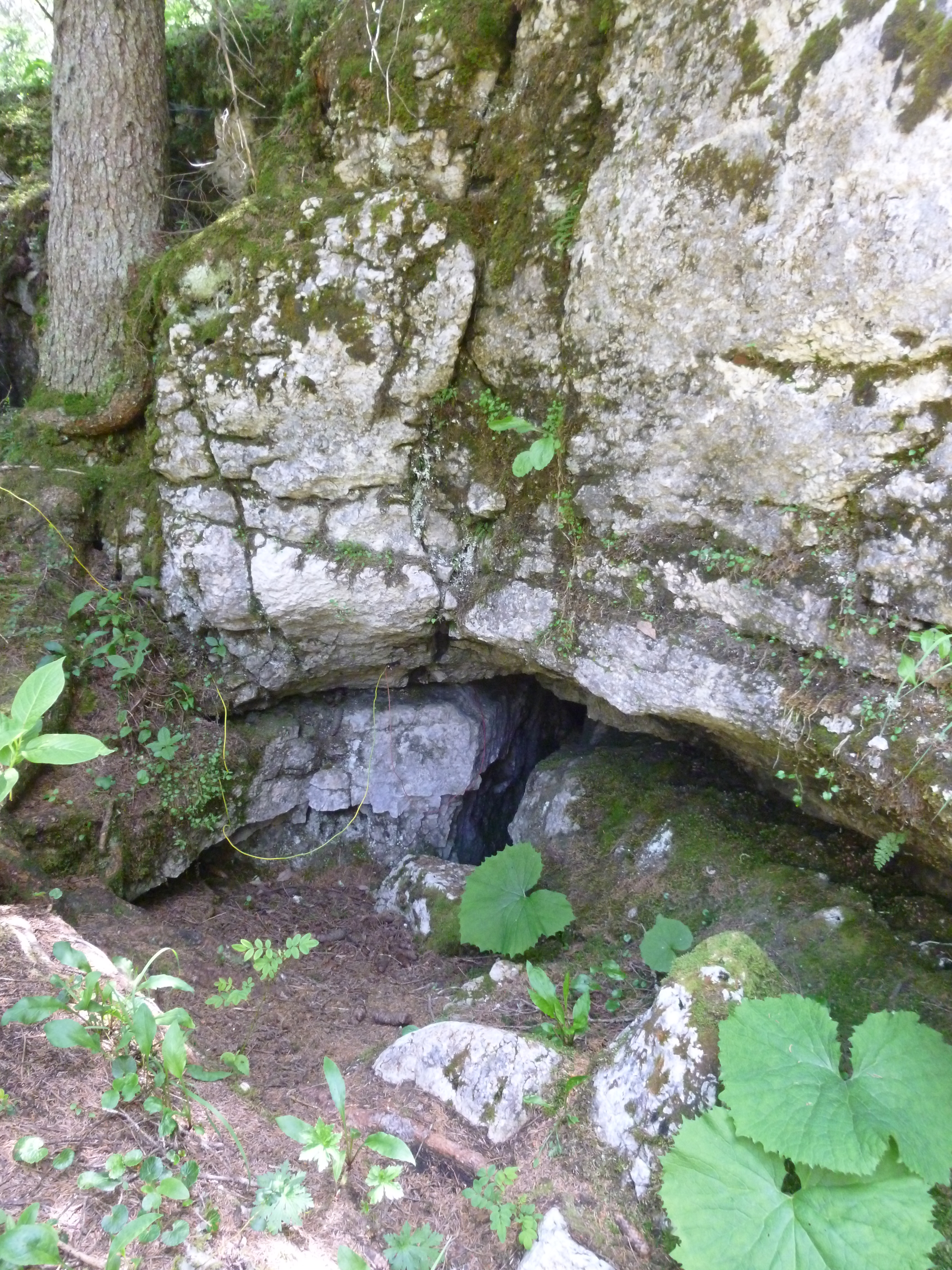
Le scialet du Cairn retombe dans le gouffre Berger à - 85 m.